# 辛家沟镇
辛家沟镇，是中华人民共和国陕西省榆林市吴堡县下辖的一个乡镇级行政单位。

## 行政区划
辛家沟镇下辖以下地区：
辛家沟村、辛家下山村、尚家崖村、李家河村、和好峁村、慕家下山村、白家湾村、老庄村、西袁家山村、弓家山村、尚家坪村、尚家圪崂村、景家沟村、呼家渠村、霍家山村、霍家沟村、张家坬村、呼家塌村、深砭墕村、丁家塌村、贾家山村、周家庄村、中高家庄村、寇家塌村、宋家坡村、李常家山村、李畔咀村和张兴村。